# 鼓楼堂
鼓楼堂是位于中华人民共和国浙江省杭州市上城区的一座基督新教教堂，有逾百年历史。原位于附近的布市巷6号，坐东朝西；现坐落于杭州城南吴山下打铜巷鼓楼旁。

## 历史
该堂由美北长老会创建于1885年，1931年改建为飞檐翘角的中国宫殿式教堂。建筑面积为1535平方米。青砖外墙。1966年文革中被关闭，被永新杂货店占为仓库。
1979年9月23日，恢复聚会，成为文化大革命后中国最早开放的教堂之一。经常参加礼拜的信徒约1000人。1983年11月18日，美国南北长老会联合会主席泰勒等参观。1988年，总干事朴圣隆带领的亚洲基督教议会访华团参观。
1998年5月，由于兴建中河高架路，鼓楼堂被拆除，2002年底开始易地重建，迁址杭州市中河中路1号，现楼为五层框架结构，坐北朝南，建筑面积达3478平方米，拥有1200个座位。
2014年8月12日下午至次日凌晨，教堂十字架在“三改一拆”旧城改造项目中被政府以“违章建筑”为由强行拆除，期间警察封锁教堂，引发海外媒体关注。12月18日，敬老院十字架被拆除。
2016年9月29日，香港华人基督教联会一行访问。